# Tritongletsjer
De Tritongletsjer is een gletsjer in Nationaal park Noordoost-Groenland in het oosten van Groenland. De gletsjer ligt aan de zuidkant van de Stauningalpen. Het is een van de gletsjers die uitkomen in het Nordvestfjord. Ruim acht kilometer westelijker ligt de Borgbjerggletsjer, op ongeveer zeven kilometer ten westen de Mercuriusgletsjer, op meer dan vijf kilometer naar het noordoosten de Jupitergletsjer en ongeveer 10 kilometer naar het zuidoosten ligt de Oxfordgletsjer. 
De Tritongletsjer stroomt vanuit het oosten bij de noord-zuid stromende Neptunusgletsjer. De gletsjertong bereikt het Nordvestfjord niet, maar watert er via een gletsjerrivier in uit.
De Tritongletsjer is in vergelijking met de andere gletsjers die uitkomen op het Nordvestfjord een relatief kleine gletsjer. Het heeft een breedte van ruim een kilometer en een lengte van ruim vijf kilometer.